# HD 133340
HD 133340，又名CD-40 9257，SAO 225435、HR 5607，是一颗恒星，视星等为5.15，位于銀經328.44，銀緯15.08，其B1900.0坐标为赤經14h 58m 49s，赤緯-40° 15.08′ 37″。